# SEO audit
La SEO (Search engine optimization – ottimizzazione per i motori di ricerca) audit è un'analisi approfondita di un sito web: grazie a questa analisi un sito viene scansionato al fine di avere un quadro il più possibile definito sullo stato di salute di un progetto e di un sito web.
Grazie a un'analisi SEO audit avanzata si analizzano elementi come la velocità di caricamento delle pagine, l'architettura delle informazioni, la navigabilità del sito, la scansionabilità da parte dei bot, la struttura dei link interni, l'ottimizzazione dei tag e dei contenuti.

## Come analizzare lo stato di salute di un sito web
È possibile valutare lo stato di salute di un sito grazie ad una analisi SEO audit: questo riguarda principalmente la struttura stessa di un sito e il costante monitoraggio della SEO on page. 
L'analisi SEO on page è funzionale agli aspetti più tecnici e più duraturi, finalizzati a impostare ciò che riguarda le basi strutturali del sito in quanto tale: essa mette in risalto criticità relative all'architettura del sito, codice HTML ed esperienza dell’utente. 
Sempre per quanto riguarda la SEO on page è possibile migliorare in ottica SEO i contenuti già pubblicati: in questo modo è possibile comprendere se sono state individuate le migliori keywords ed eventualmente intervenire per ottimizzare ulteriormente i contenuti.

## Come acquisire i dati necessari
Una SEO Audit completa deve considerare moltissime informazioni, è importante acquisire questi dati da fonti affidabili. In fase di analisi utilizzo questi strumenti:
- Google Search Console
- Google Analytics
- Majestic/Ahrefs
- Screaming Frog
- Operatori di ricerca di Google
- Performance
- Core Web Vitals
- Analisi dei Log

## Come organizzare una SEO Audit

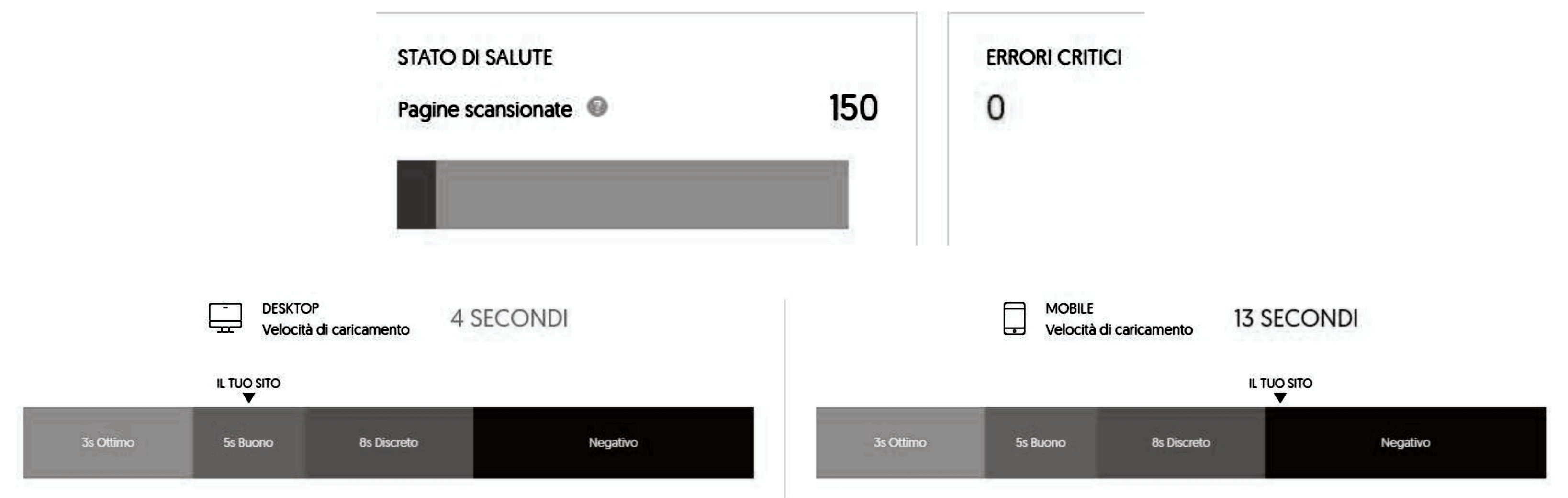
Un sito web analizzato con un apposito strumento che rileva velocità ed errori eventuali della SEO audit. La maggior parte di questi strumenti sono a pagamento

La SEO Audit verifica lo stato di ottimizzazione dei fattori di posizionamento SEO noti e presunti. I vari controlli possono essere organizzati nelle seguenti aree di intervento:
- Market Analysis: prima di analizzare lo stato di ottimizzazione del sito web è opportuno verificare il posizionamento organico attuale del cliente rispetto al posizionamento dei competitor. Questi dati di ranking permetteranno, in seguito, un chiaro confronto dei risultati ottenuti dalle attività SEO rispetto alla situazione di partenza.
- Technical: in questa sezione vengono analizzati nel dettaglio i fattori di posizionamento puramente tecnici come il crawl budget, il numero di pagine indicizzate, la configurazione del web server, l’utilizzo del protocollo HTTPS, la presenza e l’ottimizzazione della sitemap.xml e del file robots.txt e così via.
- HTML optimization: sezione dedicata alla verifica della corretta compilazione delle tag HTML come title tag, meta description, rel canonical, i dati strutturati di schema.org, l’ottimizzazione delle immagini, ecc.
- Content optimization: sezione dedicata alla valutazione della qualità dal punto di vista della SEO copywriting, dei contenuti pubblicati nelle pagine di servizio e nelle pagine informative del blog aziendale.
- Usability: sezione dedicata allo studio dell’usabilità del sito web in merito a velocità di caricamento delle pagine e adattabilità del layout sui dispositivi mobile (responsive design). Vengono eventualmente analizzate anche le pagine in AMP, se presenti, e l’utilizzo di un servizio di CDN.
- Inbound: è l’analisi dei backlink del sito web. In questa sezione, attraverso i l’utilizzo dei migliori strumenti SEO premium disponibili sul mercato, si studia l’authority online (autorevolezza) ricevuta dal dominio del cliente. I dati inbound vengono poi confrontati con quelli emersi dall'analisi dei competitor online, se richiesta.
- Google penalties: in questa sezione si stima il grado di rischio del sito web di ricevere eventuali penalizzazioni algoritmiche o manuali inflitte da Google, come Penguin e Panda ( e altri Update successivi)